# Lieke Klaver
Lieke Klaver (née le 20 août 1998 à Velsen) est une athlète néerlandaise, spécialiste du 400 mètres.

## Biographie
Lors des championnats du monde d'athlétisme 2019 à Doha, elle se classe 7e de la finale du relais 4 × 400 m.
En 2020, elle s'adjuge le titre national du 200 m et du 400 m. Le 17 septembre 2020, elle remporte le 400 m du Golden Gala à Rome et porte son ancien record personnel à 50 s 98.
Le 12 juillet 2024, au Meeting Herculis de Monaco, elle porte son record personnel à 49 s 64.

## Palmarès
| Date | Compétition                        | Lieu                               | Résultat | Épreuve         | Marque        |
| ---- | ---------------------------------- | ---------------------------------- | -------- | --------------- | ------------- |
| 2021 | Championnats d'Europe en salle     | Toruń                              | 5e       | 400 m           | 52 s 03       |
| 2021 | Championnats d'Europe en salle     | Toruń                              | 1re      | 4 × 400 m       | 3 min 27 s 15 |
| 2021 | Jeux olympiques                    | Tokyo                              | 18e (sf) | 400 m           | 51 s 37       |
| 2021 | Jeux olympiques                    | Tokyo                              | 6e       | 4 × 400 m       | 3 min 23 s 74 |
| 2021 | Jeux olympiques                    | Tokyo                              | 4e       | 4 × 400 m mixte | 3 min 10 s 36 |
| 2022 | Circuit mondial en salle de l'IAAF | Circuit mondial en salle de l'IAAF | 2e       | 400 m           | 15 pts        |
| 2022 | Championnats du monde en salle     | Belgrade                           | 6e       | 400 m           | 52 s 67       |
| 2022 | Championnats du monde en salle     | Belgrade                           | 2e       | 4 × 400 m       | 3 min 28 s 57 |
| 2022 | Championnats du monde              | Eugene                             | 4e       | 400 m           | 50 s 33       |
| 2022 | Championnats du monde              | Eugene                             | 2e       | 4 × 400 m mixte | 3 min 9 s 90  |
| 2022 | Championnats d'Europe              | Munich                             | 5e       | 200 m           | 22 s 88       |
| 2022 | Championnats d'Europe              | Munich                             | 6e       | 400 m           | 50 s 56       |
| 2022 | Championnats d'Europe              | Munich                             | 1re      | 4 × 400 m       | 3 min 20 s 87 |
| 2023 | Championnats d'Europe en salle     | Istanbul                           | 2e       | 400 m           | 50 s 57       |
| 2023 | Championnats d'Europe en salle     | Istanbul                           | 1re      | 4 × 400 m       | 3 min 25 s 66 |
| 2023 | Jeux européens                     | Chorzów                            | 1re      | 200 m           | 22 s 46       |
| 2023 | Jeux européens                     | Chorzów                            | 1re      | 4 × 100 m       | 42 s 61       |
| 2023 | Championnats du monde              | Budapest                           | 6e       | 400 m           | 50 s 33       |
| 2023 | Championnats du monde              | Budapest                           | finale   | 4 × 100 m       | DNF           |
| 2023 | Championnats du monde              | Budapest                           | finale   | 4 x 400 mixte   | DQ            |
| 2023 | Championnats du monde              | Budapest                           | 1re      | 4 × 400 m       | 3 min 20 s 72 |
| 2023 | Ligue de diamant                   | Ligue de diamant                   | 3e       | 400 m           | 50 s 47       |
| 2024 | Championnats du monde en salle     | Glasgow                            | 2e       | 400 m           | 50 s 16       |
| 2024 | Championnats du monde en salle     | Glasgow                            | 1re      | 4 × 400 m       | 3 min 25 s 07 |
| 2024 | Relais mondiaux                    | Nassau                             | 2e       | 4 × 400 m mixte | 3 min 11 s 45 |
| 2024 | Championnats d'Europe              | Rome                               | 3e       | 400 m           | 50 s 08       |
| 2024 | Championnats d'Europe              | Rome                               | 1re      | 4 x 400 m       | 3 min 22 s 39 |
| 2024 | Championnats d'Europe              | Rome                               | 3e       | 4 x 400 mixte   | 3 min 10 s 73 |
| 2024 | Jeux olympiques                    | Paris                              | 1re      | 4 × 400 m mixte | 3 min 7 s 43  |
| 2024 | Jeux olympiques                    | Paris                              | 2e       | 4 × 400 m       | 3 min 19 s 50 |
| 2025 | Championnats d'Europe en salle     | Apeldoorn                          | 1re      | 400 m           | 50 s 38       |
| 2025 | Championnats d'Europe en salle     | Apeldoorn                          | 1re      | 4 x 400 m       | 3 min 24 s 34 |

## Records
| Epreuve      | Epreuve         | Temps              | Lieu      | Date            |
| ------------ | --------------- | ------------------ | --------- | --------------- |
| Plein air    | 100 m           | 11 s 33            | Breda     | 28 juillet 2023 |
| Plein air    | 200 m           | 22 s 46            | Chorzów   | 25 juin 2023    |
| Plein air    | 400 m           | 49 s 58            | Londres   | 20 juillet 2024 |
| Plein air    | 4 × 400 m       | 3 min 23 s 74 (NR) | Tokyo     | 7 août 2021     |
| Plein air    | 4 × 400 m mixte | 3 min 09 s 90 (NR) | Eugene    | 15 juillet 2022 |
| Piste courte | 200 m           | 22 s 81            | Metz      | 3 février 2024  |
| Piste courte | 400 m           | 50 s 10            | Apeldoorn | 18 février 2024 |
| Piste courte | 4 × 400 m       | 3 min 27 s 15 (NR) | Toruń     | 7 mars 2021     |